# Run for Cover (The Killers)
Run for Cover è un singolo del gruppo rock statunitense The Killers, pubblicato nel 2017 ed estratto dall'album Wonderful Wonderful.

## Il brano
Il brano è di stampo new wave ma contiene riferimenti al famoso brano reggae Redemption Song di Bob Marley, che è infatti accreditato tra gli autori.

## Tracce
- Download digitale

1. Run for Cover – 3:43

## Formazione
- Brandon Flowers - voce, tastiera
- Mark Stoermer - basso
- Ronnie Vannucci - batteria, percussioni
- Jacknife Lee - chitarra, tastiera